# Plaine de jeux et crèche Reine Astrid
 (novembre 2019).
 (novembre 2019).
Si vous disposez d'ouvrages ou d'articles de référence ou si vous connaissez des sites web de qualité traitant du thème abordé ici, merci de compléter l'article en donnant les références utiles à sa vérifiabilité et en les liant à la section « Notes et références ».
La plaine de jeux et la crèche Reine Astrid de Liège sont situées dans le parc Astrid en bord de Meuse, dans le quartier de Coronmeuse.
Le groupe d'architectes l'Équerre dessine le complexe en 1937. Sa construction s'achève en 1939 pour l'Exposition internationale de la technique de l'eau de la même année à Liège.

## Situation
La plaine de jeux et la crèche Reine Astrid sont situées au numéro 1 du quai de Wallonie à Liège, en Coronmeuse.

## Contexte

### Historique
Au début des années 1930, la population belge subit une crise économique et sociale. Les conditions de vie sont dégradées (chômage, malnutrition, maladies, conditions sanitaires limitées…). 
Selon le ministre de la Santé, pour relever le moral de la population : « il faut qu'il y ait plus d'égouts, plus de distribution d'eau, plus de bassins de natation, plus de plaines de jeux… ». Des conseils d'alimentation sont donnés et le sport à l'extérieur est encouragé. Pour les enfants, les plaines de jeux sont mises en avant par les hygiénistes. 
En 1936, depuis la création des congés payés en Belgique, la mise en place d'infrastructures de loisirs devient primordiale. 

### Politique
Lucie Dejardin, conseillère socialiste propose de « mettre à disposition des enfants qui ne partent pas à la campagne ou à la mer, des infrastructures appropriées, c'est-à-dire propres, surveillées et à l'abri de la circulation automobile. »
Le conseil communal adopte la conclusion : « nous sommes d'avis qu'il faut multiplier ces petites plages où les enfants peuvent jouer en toute liberté et en toute sécurité ».

### Économique
L'État belge décide de financer différents programmes : distribution d'eau, égouts, hôpitaux, maternités, plaines de jeux, …

## Normes
Pour être financées, les plaines de jeux doivent répondre à certains critères : 
- être situées dans un endroit salubre ;
- disposer d'espaces aménagés pour les plus petits ;
- avoir prévu une aire séparée pour les enfants de plus de 6 ans ;
- ne représenter aucun danger si des enfants d'âges différents se trouvent ensemble sur le site ;
- être accompagnées de vestiaires, lavabos, WC, réfectoires, abris extérieurs, lieu de premiers soins ;
- être accessibles tout au long de l'année.

## La plaine de jeux

### Convention
Le 12 juillet 1937, un traité est signé par les différents acteurs : l'État, la Ville de Liège et le Grand Liège. Le premier met le terrain à disposition de la Ville et de la coopérative jusqu'au 30 juin 1940.
Ils doivent créer un parc public, une plaine de jeux et un lieu de sport.

### Le groupe l'Équerre
Le groupe l'Équerre est désigné pour diriger ce projet. Durant la conception de celui-ci, le groupe sort deux numéros de leur revue « L'Équerre » sur l'école et les enfants : « Enquête. Enfant. École. ». Dans ces deux écrits, George Linze explique : « L'architecture moderne doit jouer un rôle dans l'amélioration de la vie des enfants. L'amélioration de l'hygiène, l'air, la lumière et l'espace garantissent le bon apprentissage des enfants ».
Grâce à la parution de ces textes, le groupe est reconnu compétent dans la conception d'établissements éducatifs.

### Projet
Le projet a pour but d'accueillir les enfants pendant que leurs parents découvrent l'Exposition internationale de l'eau de 1939 située à proximité. 
Il comprend la création d'un parc/plaine de jeux et d'un bâtiment incluant vestiaires, réfectoires, préaux et autres locaux. 
Le budget est de 2,5 millions de francs. 25 % est financé par l’État. 
Le site est une dépression, permettant d'abriter les enfants des grands vents et des voitures.  
La plaine de jeux est composée de nombreux équipements : point d'eau avec plage, terrains de basket et tennis, piste de course, aires de sauts en hauteur, en longueur et à la perche, théâtre de marionnettes, labyrinthe, …

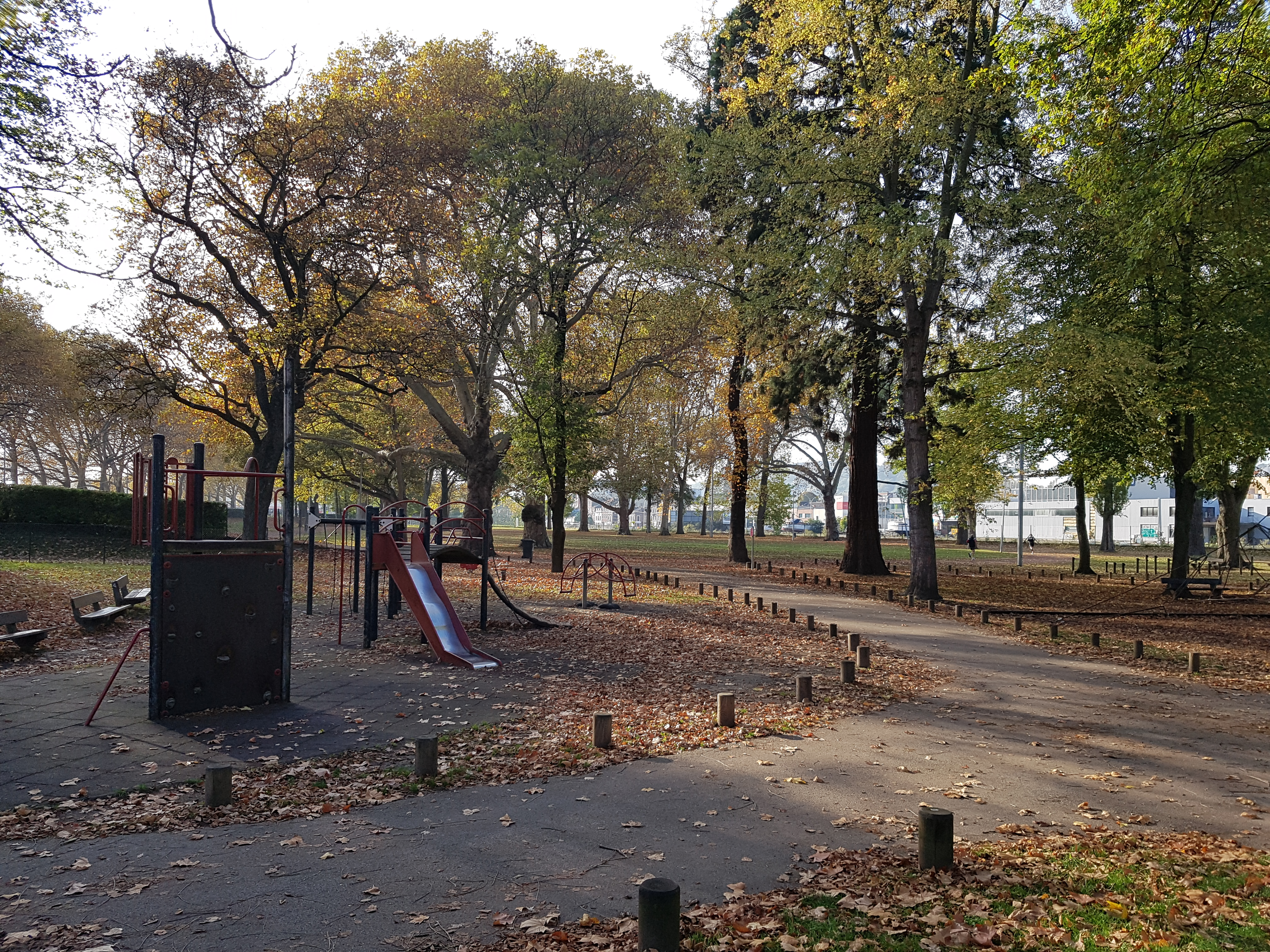
Différents équipements.
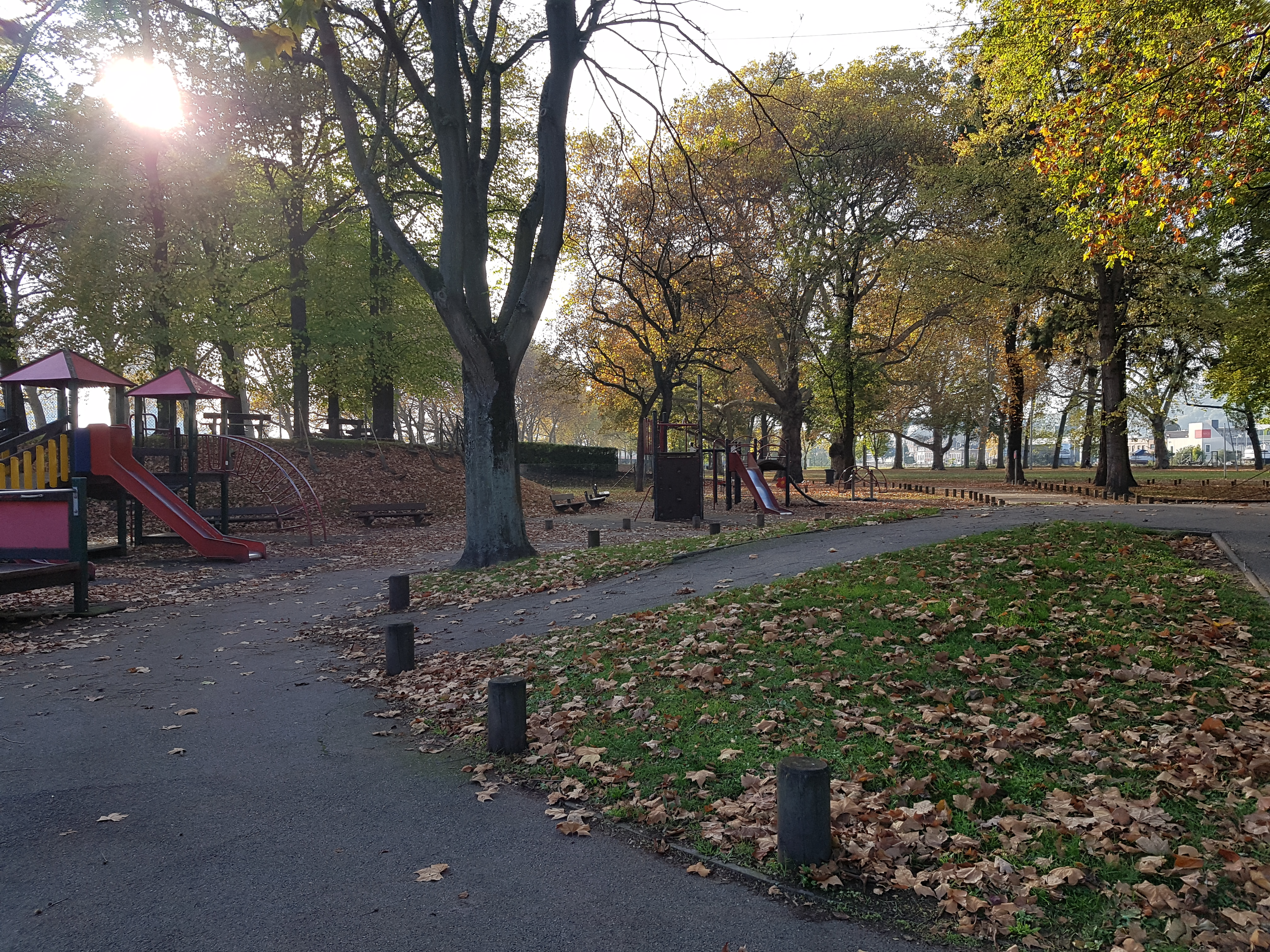
Talus, signe de la dépression du terrain.

Le bâtiment se situe au centre du parc, formant une zone tampon entre les enfants de moins de 6 ans et ceux de plus de 6 ans. Sur pilotis, il sert de préau en cas de fortes pluies. Des haies et des cloisons amovibles protègent les enfants du vent. 
Le volume de la crèche est en forme de T. L'intersection des deux ailes correspond au hall d'entrée et effectue la distribution des circulations (verticales et horizontales).
Au niveau de la route, le premier étage est largement vitré, permettant de voir la Meuse et le parc Astrid. On accède à cette partie du bâtiment par une passerelle et une rampe, moins dangereuse pour les enfants que des escaliers.  

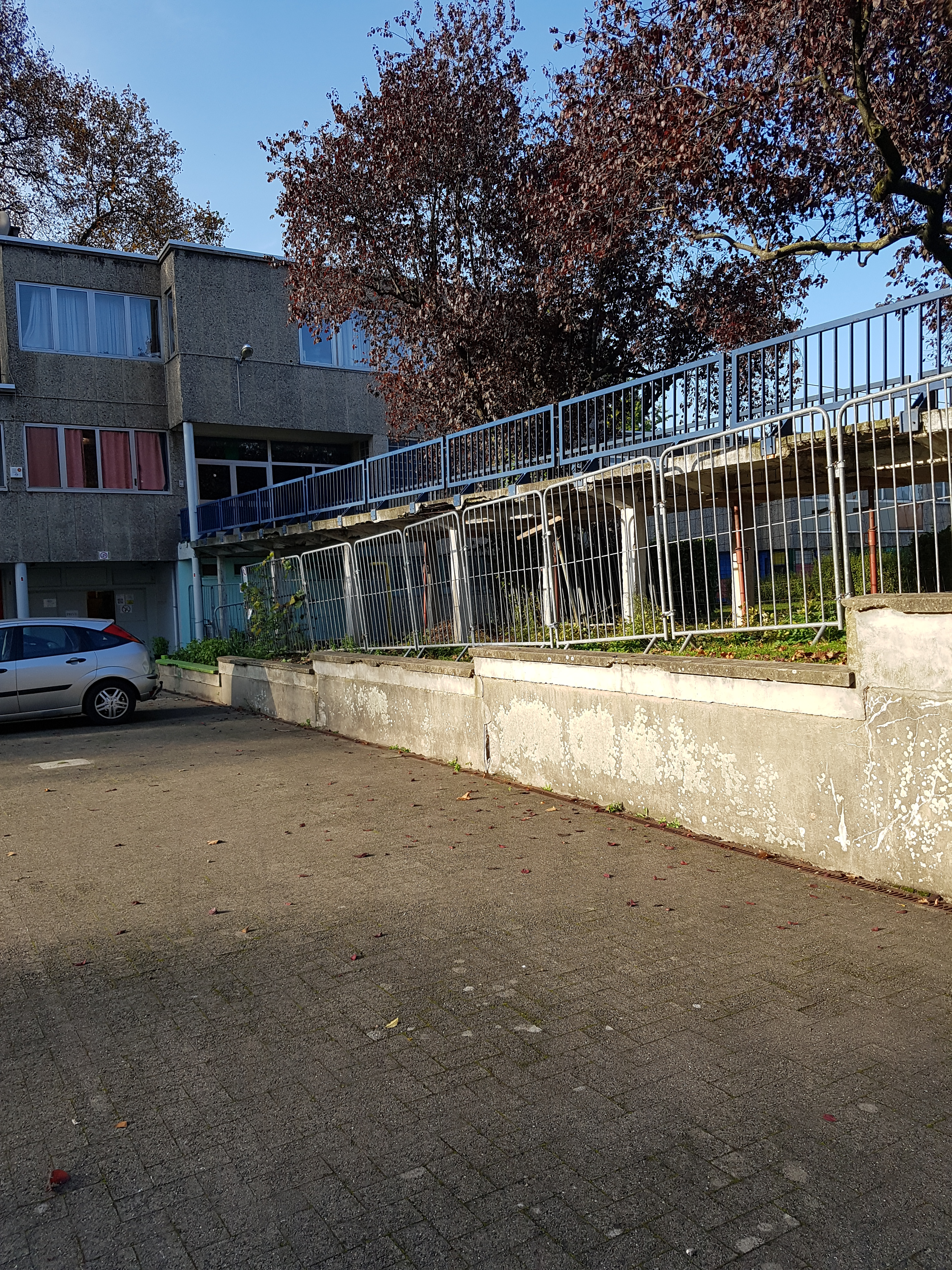
Passerelle d'accès.
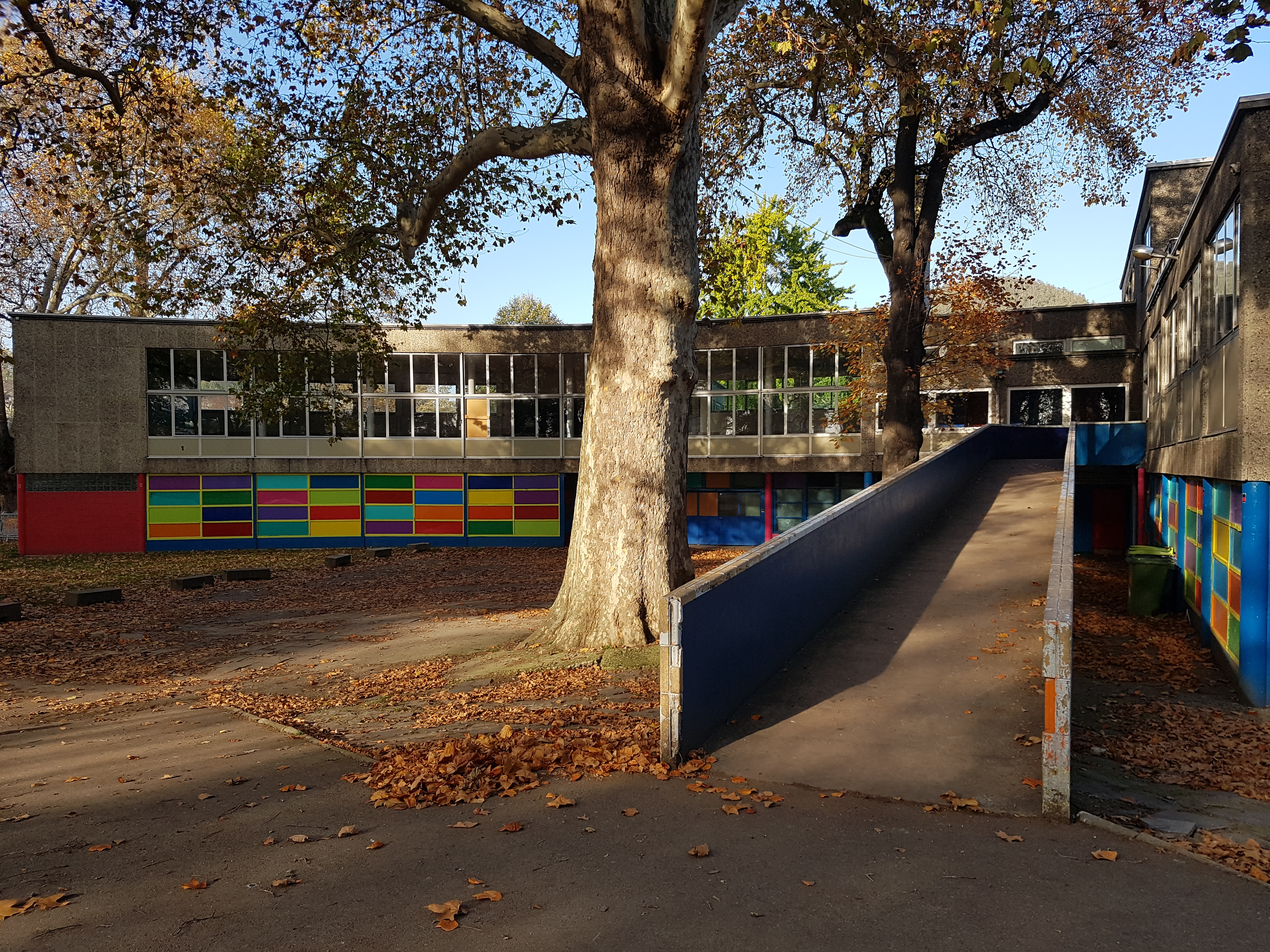
Rampe d'accès.

L'aile principale (perpendiculaire à la passerelle d'entrée) sépare les jardins des grands et des petits. Le côté sud de l'aile, pour les tout-petits, comprend les installations sanitaires mixtes (WC, douches et vestiaires), une pièce pour le concierge, et d'autres locaux de stockage. L'autre côté de l'aile, pour les plus grands, comprend également des sanitaires, séparés pour les filles et les garçons. 
L'aile perpendiculaire comprend deux réfectoires pour les deux tranches d'âges.
Le deuxième étage est constitué du logement du concierge et de celui du directeur, avec leur terrasse respective.

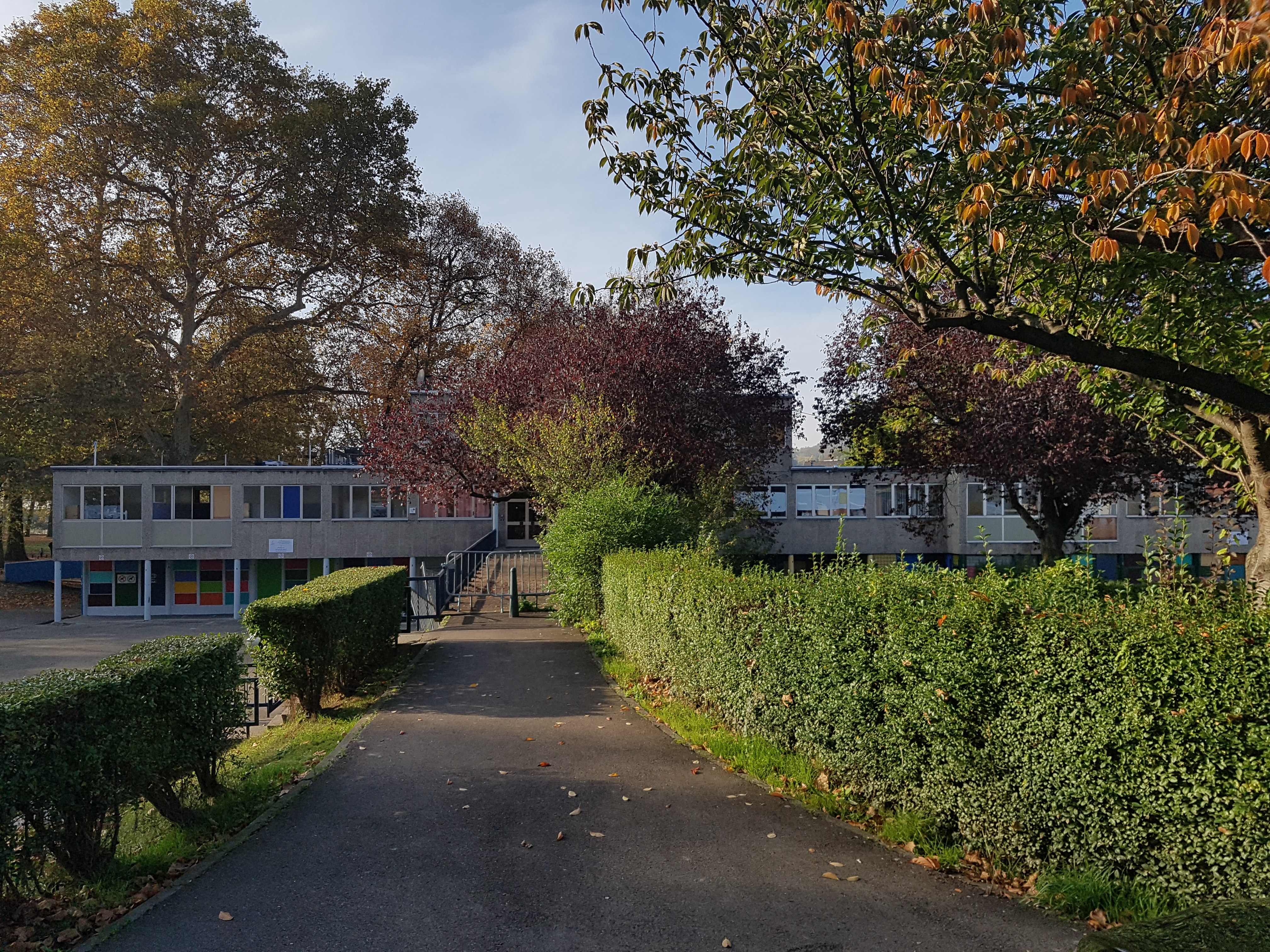
Aile principale -  Entrée.
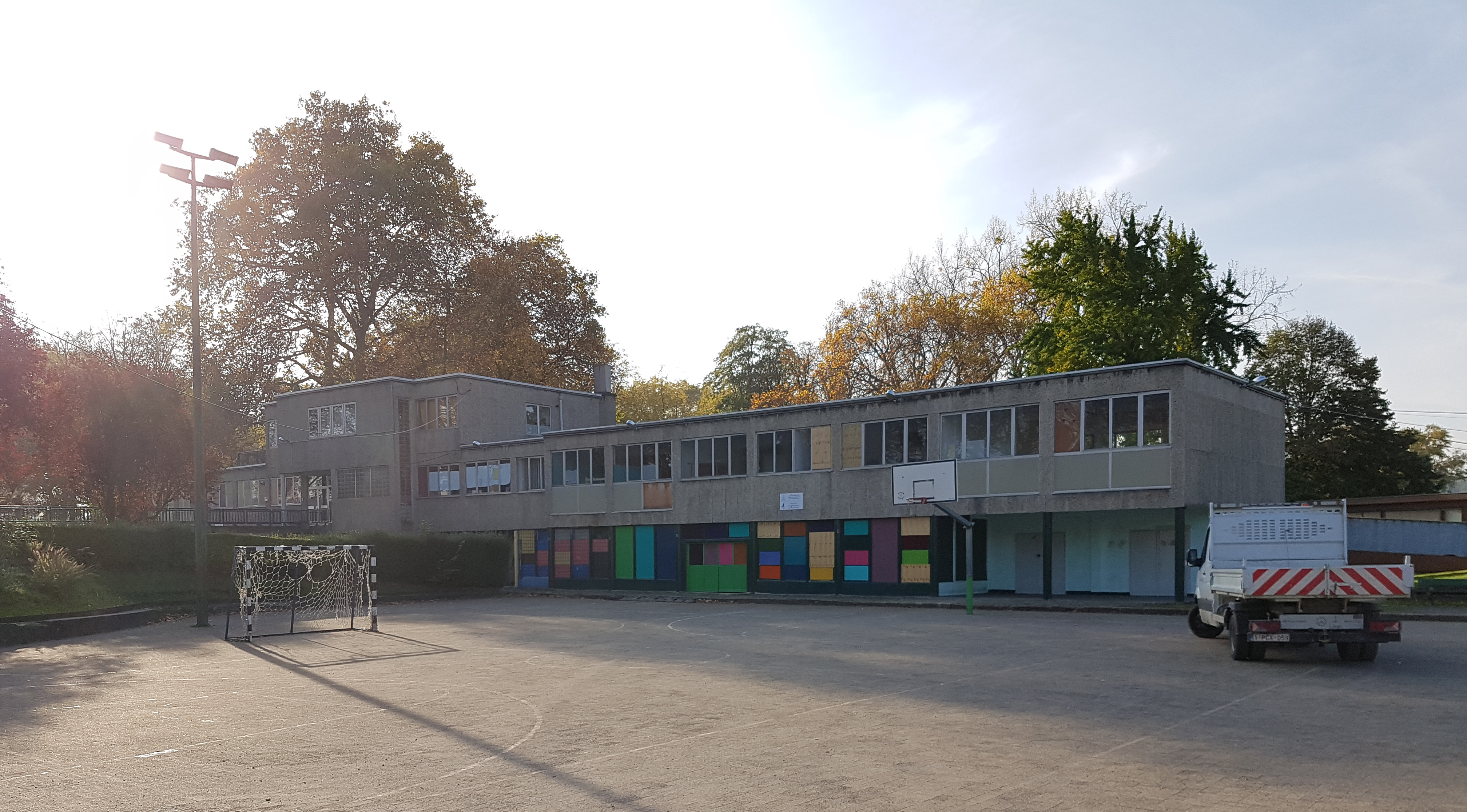
Séparation entre les cours des grands et des petits par l'aile principale (limiter les risques de blessés liés aux jeux de balles).
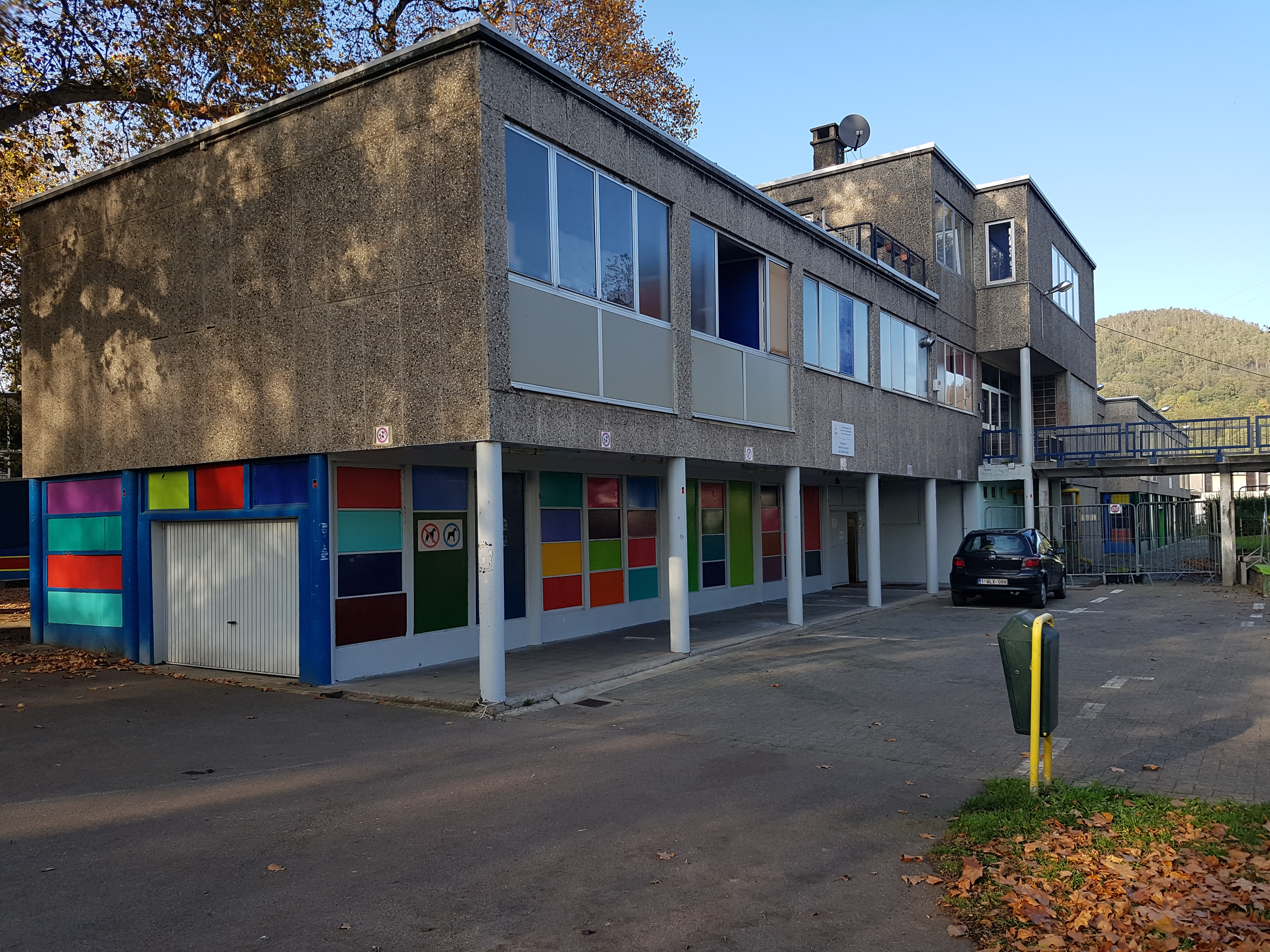
Côté sud de l'aile principale pour les tout-petits + Au dernier étage, les deux logements et leur terrasse.
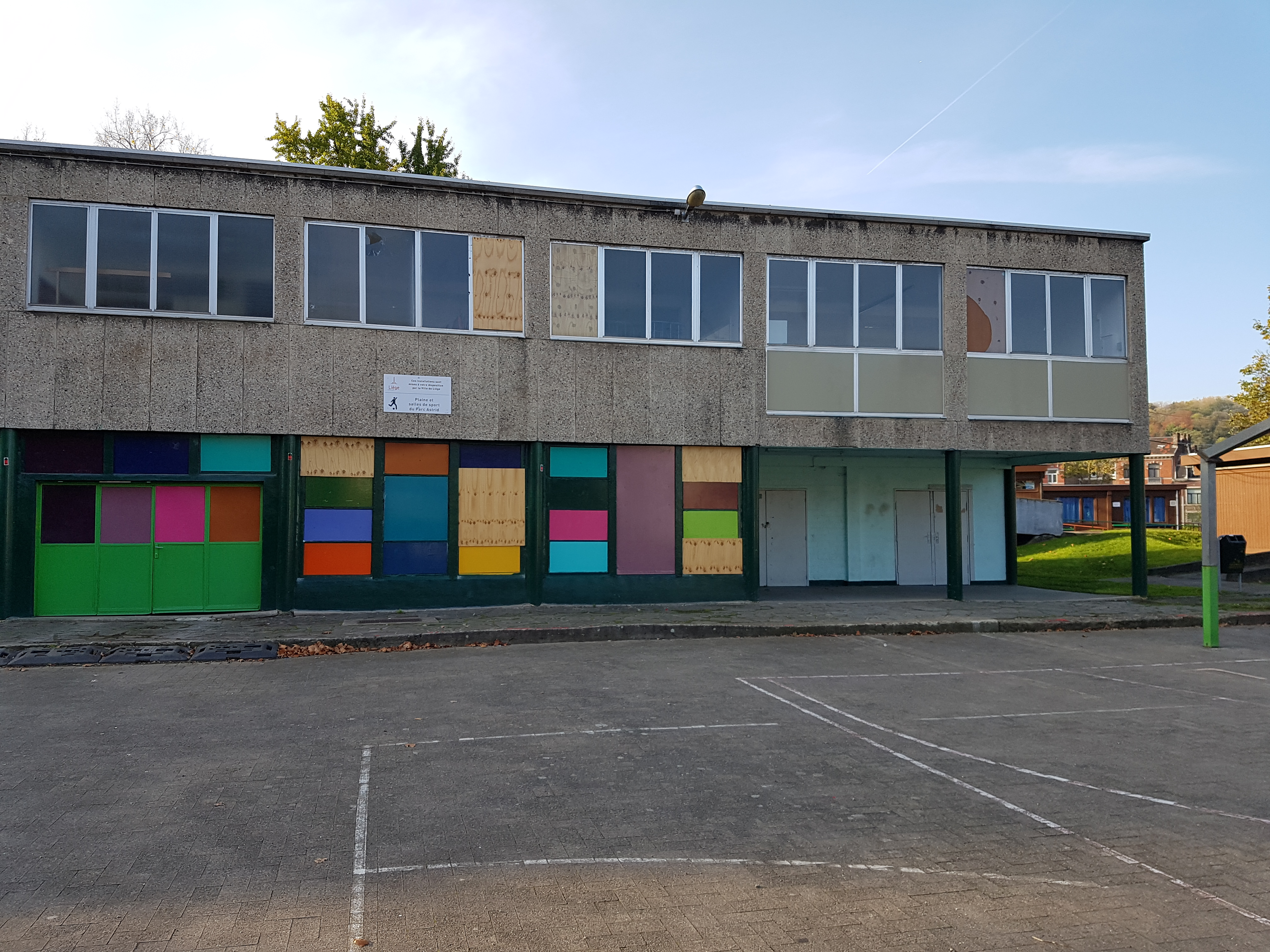
Côté nord de l'aile principale pour les plus grands.
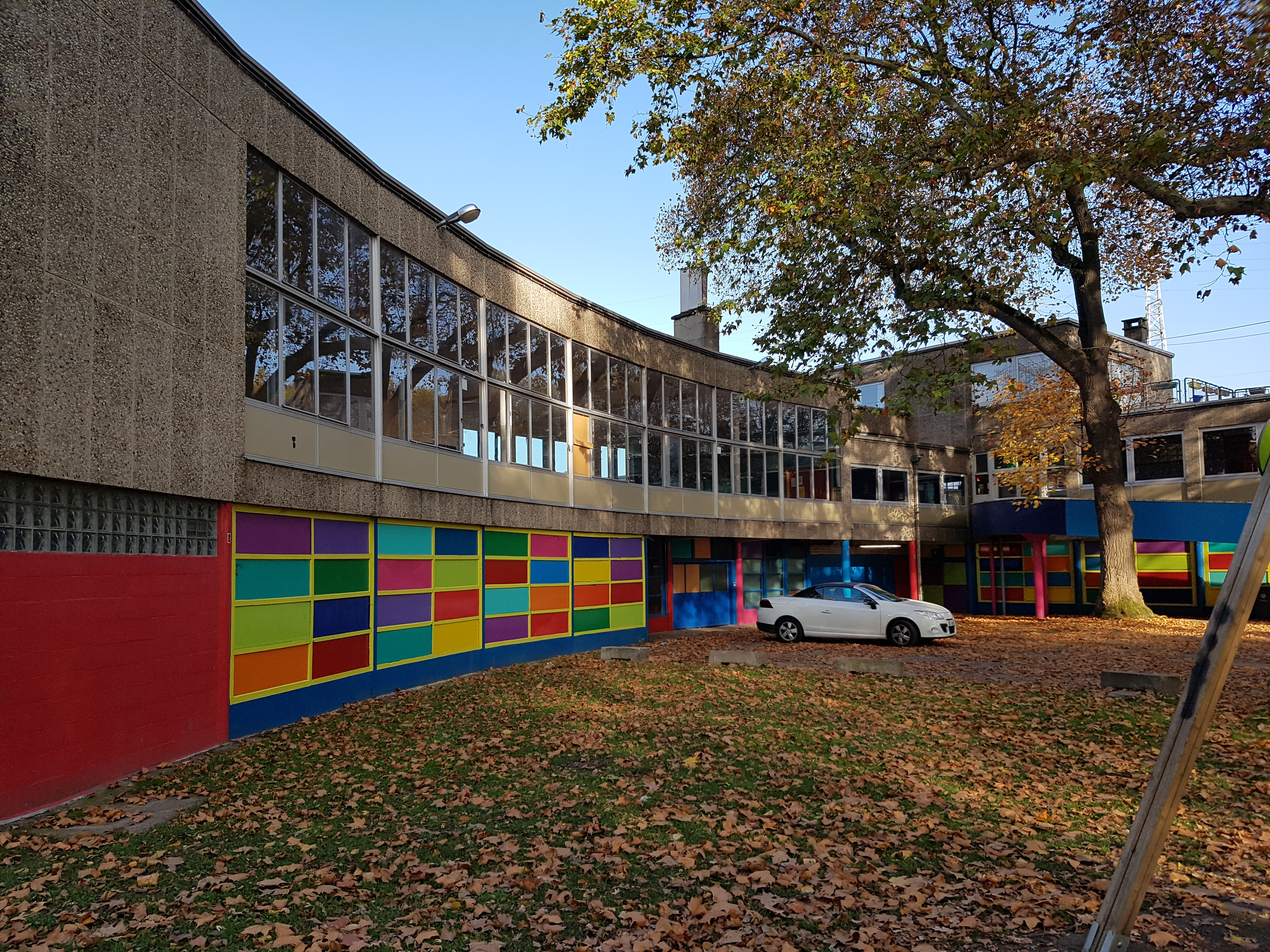
Réfectoires  -  largement vitrés vers le parc et la Meuse.

Le bâtiment s'inscrit dans le courant moderniste. Il respecte les 5 points de l'architecture moderne de Le Corbusier ; il est constitué de volumes simples et sans décorations. Les grandes fenêtres laissent entrer la lumière et projettent l'espace intérieur vers l'extérieur. Il suit aussi des logiques de fonctionnalisme : éléments préfabriqués en béton assurant une isolation thermique et acoustique (dans les meilleures conditions pour l'époque) et plans simples. C'est une rupture avec l'architecture liégeoise de l'époque, plutôt traditionnelle.

### Utilisation durant l'Exposition
Après sa construction, la presse salue le fonctionnalisme du complexe : « La plaine de jeux Reine Astrid, royaume des enfants. Pendant toute la durée de l'exposition, de splendides installations seront mises à la disposition des enfants. … Pour les mamans qui viendront à l'Exposition. Une pouponnière modèle fonctionnera pendant toute la durée de l'Exposition. » ; « La garderie d'enfants créée à Coronmeuse est un modèle du genre »
Le complexe est aujourd'hui un centre sportif. Il n'a pas subi de modifications architecturales, et reste le rare témoin d'un passé moderniste radical à Liège.

#### Documents numérisés
- Sébastien Charlier, La plaine de jeux Rein Astrid, une réalisation du Groupe L'Équerre, mai 2011

#### Revues
- Sébastien Charlier, Revue A+ no 224, p. 86-87, Les jeux de la Reine Astrid., juin 2010.
- Sébastien Charlier, Revue Art&Fact no 29 : L'architecture au XXe siècle à Liège, p. 90-103, Une histoire des plaines de jeux en Belgique. Le cas de la « Reine Astrid » à l'Exposition internationale de l'Eau à Liège en 1930., 2010
- Sébastien Charlier, « Les archives de l'architecture : La sauvegarde des archives du groupe l'Équerre ou la reconnaissance de l'architecture moderne en Wallonie. », Les Nouvelles du Patrimoine, no 127,‎ avril-mai-juin 2010, p. 18-19 (lire en ligne, consulté le 8 novembre 2019).

#### Livres
- Sébastien Charlier et Thomas Moor (dir.), Guide d'architecture moderne et contemporaine 1895-2014 – Liège, p. 201, Édition Margada-Cellule architecture de la Fédération Wallonie-Bruxelles, juillet 2014.